# Salm-Puttlingen
Salm-Puttlingen fou un wild i ringraviat del Sacre Imperi Romanogermànic sorgit el 1697 per divisió de la branca de Salm-Dhaun. El 1748 va rebre els territoris de la línia de Salm-Dhaun, però es va extingir dos anys després al morir el pòstum Frederic Guillem. La successió va passar a la línia sènior de Salm-Grumbach, de la branca sènior de les branques subsistents entre les sorgides de la partició de Salm-Dhaun del 1561.